# Yona Harvey
Yona Harvey (1974) es una poeta estadounidense y profesora asistente en la Universidad de Pittsburgh. Ganó el premio Kate Tufts Discovery en el 2014. También es autora de World of Wakanda de Marvel Comics, convirtiéndose en una de las dos primeras mujeres negras en guionizar para Marvel y la primera mujer negra en guionizar a Tormenta.

## Biografía
Harvey recibió su licenciatura en inglés de la Universidad de Howard, donde sus compañeros de clase incluían a la escritora Ta-Nehisi Coates, el dramaturgo Kemp Powers y el poeta Douglas Kearney. Luego recibió una licenciatura en inglés de la Universidad Estatal de Ohio y una maestría en Bibliotecología y Ciencias de la Información de la Universidad de Pittsburgh.

## Carrera

### Poesía
El trabajo de Harvey ha aparecido en jubilat, Ploughshares, Gulf Coast, Callaloo y West Branch.

### Cómics
Harvey escribió su primer cómic, un número de "Flatbush Maiden", como estudiante.
En 2016, Harvey se convirtió en guionista de la serie de Marvel Comics World of Wakanda, un derivado de la serie Black Panther; ella y Roxane Gay se convirtieron en las dos primeras mujeres negras en escribir para Marvel. Ta-Nehisi Coates, quien inicialmente conectó a Gay y Harvey con la franquicia Marvel, dijo que recomendó a Harvey porque sentía que su habilidad en la poesía se traduciría bien en la narración breve necesaria en los cómics exitosos: "Eso es tan poco espacio, y tienes que hablar con tanto poder. Pensé que sería natural". Harvey contribuyó con una historia de origen para World of Wakanda sobre la líder revolucionario Zenzi, y ha dicho que se inspiró en el ejemplo de Winnie Mandela.
Harvey y Coates escribieron otra serie spin-off de Black Panther llamada Black Panther & The Crew, ambientada en Harlem. La serie fue cancelada debido a bajas ventas y tuvo seis números.

### Próximos proyectos
Harvey está completando un segundo manuscrito de poesía y también está trabajando en una memoria sobre la lucha de su hermana menor con la depresión.